# Nużewo
Nużewo – wieś sołecka w Polsce położona w województwie mazowieckim, w powiecie ciechanowskim, w gminie Ciechanów.
Do 1954 roku istniała gmina Nużewo. W latach 1975–1998 miejscowość administracyjnie należała do województwa ciechanowskiego. 
We wsi znajduje się zrujnowany dwór drewniany otoczony parkiem. Przez wieś przepływa rzeka Łydynia – dopływ Wkry.
Z tej miejscowości pochodził sztangista, mistrz olimpijski Ireneusz Paliński.